# NGC 7375
NGC 7375 في الفهرس العام الجديد، هي مجرة، تقع في كوكبة الفرس الأعظم. اكتشفت في 1 أكتوبر 1866 بواسطة لويس سويفت.

## روابط خارجية
- NGC 7375 على موقع ويكي سكاي: DSS2, SDSS, GALEX, IRAS, Hydrogen α, X-Ray, Astrophoto, Sky Map, Articles and images